# جوليان سوليس
جوليان سوليس (بالإنجليزية: Julian Solís)‏ (7 يناير 1957 ببورتوريكو في الولايات المتحدة - ) هو ملاكم أمريكي، صنّف ضمن فئة وزن البانتام ‏.

## إحصائيات
خاض خلال مسيرته 55 نزالا، فاز في 41 وتعادل في 1 وخسر في 13. فاز بالضربة القاضية في 22 نزالا.

## روابط خارجية
- جوليان سوليس على موقع بوكس ريك (الإنجليزية) (registration required)